# Maciej Mischke
Antoni Maciej Mischke (ur. 11 marca 1909 r. w Czerniowcach, zm. 17 listopada 2003 r. w Krakowie) – polski inżynier, działacz turystyczny i alpinista

## Życiorys
W wieku 4 lat przeniósł się wraz z rodziną do Zakopanego. W 1927 roku ukończył zakopiańskie gimnazjum „Liliana”, po czym podjął studia na Wydziale Inżynierii Lądowej i Wodnej Politechniki Lwowskiej, które ukończył w 1934 roku. Po studiach oraz odbyciu rocznej służby wojskowej w Szkole Podchorążych Rezerwy w Stanisławowie rozpoczął pracę zawodową: najpierw w Rzeszowie, a następnie na stanowisku kierownika Urzędu Melioracyjnego w Krakowie.

We wrześniu 1939 roku został przedostał się do Rumunii, a następnie do Francji. Tam został wcielony do 1 Dywizji Grenadierów w stopniu podchorążego. Po upadku Francji w 1940 roku przedostał się do Szwajcarii, gdzie został internowany w obozach jenieckich: najpierw w Rohrbach, a następnie w Winterthur. Tam, wspólnie m.in. z Jerzym Hajdukiewiczem, przy poparciu szwajcarskich władz wojskowych założył Klub Wysokogórski Winterthur, który prowadził działalność alpinistyczną. Podczas pobytu w Szwajcarii Maciej Mischke zdobył 110 szczytów alpejskich i był autorem przejść, m.in. na Piz Beverin (2998 m n.p.m.), Dent d’Hérens (4171 m n.p.m.), Piz Rusein (3623 m n.p.m.) oraz Bifertenstock (3419 m n.p.m.).

Po zakończeniu wojny powrócił do Polski w 1946 roku. Przez dziesięć lat wykładał na Wydziale Architektury Politechniki Krakowskiej. W latach 1948–1950 współorganizował państwowe Biuro Projektów Przemysłu Węglowego. Następnie pracował w Biurze Projektów Przemysłu Cementowego i Wapienniczego (1951-1963) oraz w Krakowskim Biurze Projektowo-Badawczym Budownictwa Ogólnego (od 1965 roku do przejścia na emeryturę w 1974 roku). Był również biegłym sądowym w dziedzinie budownictwa oraz członkiem licznych organizacji branżowych.

Poza pracą zawodową aktywnie uprawiał taternictwo oraz działał w organizacjach turystycznych. Od 1946 roku był członkiem Klubu Wysokogórskiego PTT, a od 1949 roku - instruktorem taternictwa. Od 1958 roku był również członkiem Tatrzańskiego Ochotniczego Pogotowia Ratunkowego. W uznaniu zasług otrzymał członkostwo honorowe krakowskiego Klubu Wysokogórskiego oraz Polskiego Związku Alpinizmu. W 1981 roku należał do grupy osób, które weszły w skład Sejmiku Obywatelskiego Komitetu Reaktywowania Polskiego Towarzystwa Tatrzańskiego. W 1983 roku został wybrany pierwszym prezesem krakowskiego oddziału PTT, któremu jednak odmówiono rejestracji. Towarzystwo działało nieformalnie do 1988 roku, kiedy to w Katowicach zarejestrowano Towarzystwo Tatrzańskie. W rok później, podczas zjazdu w Zakopanem, powrócono do nazwy Polskie Towarzystwo Tatrzańskie. Maciej Mischke został pierwszym prezesem Towarzystwa, którą to funkcję pełnił przez dwie kadencje, do 1995 roku. Wówczas to nadano mu godność członka honorowego PTT, a w 1998 roku – tytuł Prezesa Honorowego Towarzystwa.

Maciej Mischke uprawiał czynnie taternictwo zimowe, dokonując w latach 1946-1988 979 wejść, w tym pierwszych zimowych przejść progu Doliny Litworowej (1953), progu Doliny Mułowej z wyjściem na Twardy Upłaz i Ciemniak (2096 m n.p.m. - 1956) oraz komina Doliny Mułowej z wyjściem na Ciemniak (1972). Podejmował zimowe zjazdy narciarskie z tatrzańskich szczytów, m.in. z Kościelca (1948), Kominiarskiego Wierchu (1951) Rysów (1951), Miedzianego (1953) oraz Żółtej Turni (1972). Preferował krótkie narty, nazwane od jego nazwiska „miszkami”. W wyprawach często towarzyszyła mu żona Danuta z domu Krużlewska, z którą ożenił się w 1937 roku.

## Odznaczenia i upamiętnienie
Za swą działalność był wielokrotnie odznaczany m.in. Krzyżami: Kawalerskim i Oficerskim Orderu Odrodzenia Polski oraz złotą i srebrną odznaką GOPR. Po śmierci został pochowany na krakowskim Cmentarzu Salwatorskim.

W 2009 roku, staraniem syna Wojciecha oraz współpracownicy z PTT, Barbary Morawskiej-Nowak, ukazała się książka pt. Księga gór i budowli Macieja Mischke, będąca m.in. zbiorem licznych artykułów zmarłego, publikowanych w prasie krajowej i zagranicznej. Natomiast w 2013 roku przy Sanktuarium Matki Bożej Królowej Tatr na Wiktorówkach odsłonięto poświęconą mu tablicę pamiątkową.